# James Corson
James Corson (James Hunt „Jim“ Corson; * 14. Januar 1906 in Modesto, Kalifornien; † 12. November 1981 in Burlingame, Kalifornien) war ein US-amerikanischer Diskuswerfer.
1927 wurde er, für das College of the Pacific startend, NCAA-Meister. 1928 qualifizierte er sich als Dritter der US-Meisterschaft für die Olympischen Spiele in Amsterdam. Dort gewann er mit seiner persönlichen Bestleistung von 47,10 m die Bronzemedaille hinter seinem Landsmann Bud Houser (47,32 m) und dem Finnen Antero Kivi (47,23 m).
Von 1972 bis 1973 war er Interimspräsident der Willamette University.